# トゥンクル区
トゥンクル区（トゥンクルく、タイ語: เขตทุ่งครุ）は、タイ王国バンコク都の行政区の一つ。
この行政区は、時計回りに、ラートブーラナ区、サムットプラーカーン県のプラプラデーン郡とプラサムットチェーディー郡、バーンクンティアン区、チョームトーン区の5つの行政区に接している。

## 歴史
1997年10月14日にラートブーラナ区から分離した。